# 꾸러기와 맹자

《꾸러기와 맹자》는 만화가 '윤준환'이 1987년부터 1991년까지 육영재단 만화잡지 보물섬에 연재했던 명랑만화이다. 1980년 소년조선일보에 연재한 말썽천재 꾸러기를 모태로 하였으며 보물섬 1991년 5월호를 끝으로 연재가 종료되었다.

초등학교에 다니는 소년인 꾸러기와 그의 여자친구인 맹자 그리고 꾸러기의 가족들이 그려나가는 명랑만화로 가족적이고 풍자적인 내용을 그렸다.

## 줄거리
공부는 뒷전이고 내외적으로 말썽을 부리는 소년 꾸러기, 그리고 이웃집 친구이자 같은 학교에 다니면서 꾸러기와 뗄 수 없는 필연적인 관계를 가진 소녀 맹자 그리고 꾸러기의 가족들이 그려나가는 명랑한 이야기.

## 등장인물
- 꾸러기 : 본작의 주인공. 성씨는 원작자와 같은 윤씨. 초등학교에 다니는 소년으로 공부는 뒷전에다가 뻑하면 말썽과 사고나 치고 다니는 철부지 소년이다.
- 맹자 : 꾸러기 이웃집에 사는 소녀로, 본명은 오명자. 꾸러기 못지않은 말썽꾼이며, 때로는 꾸러기를 압도하기도 한다. 가끔 꾸러기네에도 놀러간다.
- 할아버지 : 꾸러기네의 할아버지이자 최고가장. 보수적이고 엄한 성격으로 뻑하면 남녀칠세부동석을 외치고, 꾸러기가 말썽을 부릴 때마다 속앓이를 썩으며 공부를 하라고 혼낸다. 하지만 실상은 꾸러기와 맹자 뺨치는 개그 캐릭터이다.
- 아버지 : 꾸러기네의 아버지이자 회사원. 어린 시절만 했어도 아들 못지않은 말썽꾼으로, 아버지(꾸러기 할아버지)의 속을 썩혔던 적이 많다. 휴일이 되면 자주 낮잠을 잔다.
- 어머니 : 꾸러기네 어머니이자 전업주부. 존재감이 적은 편이라 많이 나오지 못한다.
- 사부님 : 꾸러기네 할아버지의 위탁으로 오게 된 가정교사. 꾸러기가 공부를 할 수 있도록 지도하게 되었지만, 실상은 오히려 꾸러기를 능가하는 말썽꾼이자 삼수생이다. 시골 출신 청년으로, 본명은 김풍덩.
- 사촌형 : 꾸러기의 사촌형으로 중1 학생으로 추정된다(꾸러기와 맹자는 모두 초등학생[3]).
- 맹자언니 : 맹자의 친언니로 초등학생인 맹자보다 나이가 있는 중고생 청소년이며 미인인데다가 꾸러기 외사촌형과 여친관계를 맺고있다. 여중생인 것으로 추정.
- 맹구 : 맹자의 남동생. 맹자보다 나이가 어린 편으로 멍청하고 둔한 성격이다.
- 개구리 : 꾸러기의 친구. 꾸러기와 성격이 같아서 죽이 맞는다.
- 깍두기 : 꾸러기의 친구. 꾸러기와 성격이 같은 말썽꾼으로, 역시 죽이 맞는다. 사실은 작가의 또다른 만화인 깍두기 반장님[4]의 주인공이다.

## 말썽천재 꾸러기
1980년부터 소년조선일보에 연재했던 만화로 10컷 내외의 만화라 이 작품의 축소판이라 할 수 있으며 매일 연재되었다. 이 작품에서는 잡지의 특성상 신문연재에서는 실리지 못한 일부 내용을 첨부하여 연재하였다.

## 참고내용
1980년 전두환 정부 때인 제5공화국 시절부터 연재된 만화의 특성상 작가가 가진 정치풍자가 약간 들어있기도 하다. 잡지판의 경우에도 1987년 전두환 정부 때인 제5공화국 시절부터 잡지연재를 했던 편이라 꾸러기 할아버지가 자신을 야당이다라고 주장하거나 꾸러기가 민주화 재야인사라고 주장하는 내용이 나오면서 가족 및 명랑만화이면서도 다소 정치사회적인 풍자내용이 있는 것으로 보이는데 당시 독재정권 시절을 겪은 원작자가 정치사회적인 풍자를 위해 넣은 것으로 보여진다. 또한 꾸러기 생일 때 이중과세를 비유하는 풍자내용같은 경제풍자도 나온 것으로 전해진다.

## 만화정보
- 작가 : 윤준환
- 연재잡지 : 육영재단 보물섬(1987년 ~ 1991년)
- 단행본 발행 : 완결
- ⓒ1987 - 1991 윤준환